# Bernardo Spazzi
Bernardo Spazzi, conosciuto anche come Bernardo Spazio, talvolta citato come Bernardo Spacio (Lanzo d'Intelvi, inizio del XVI secolo – Genova, 1564) è stato un architetto italiano,  attivo a Genova nel XVI secolo.

## Biografia

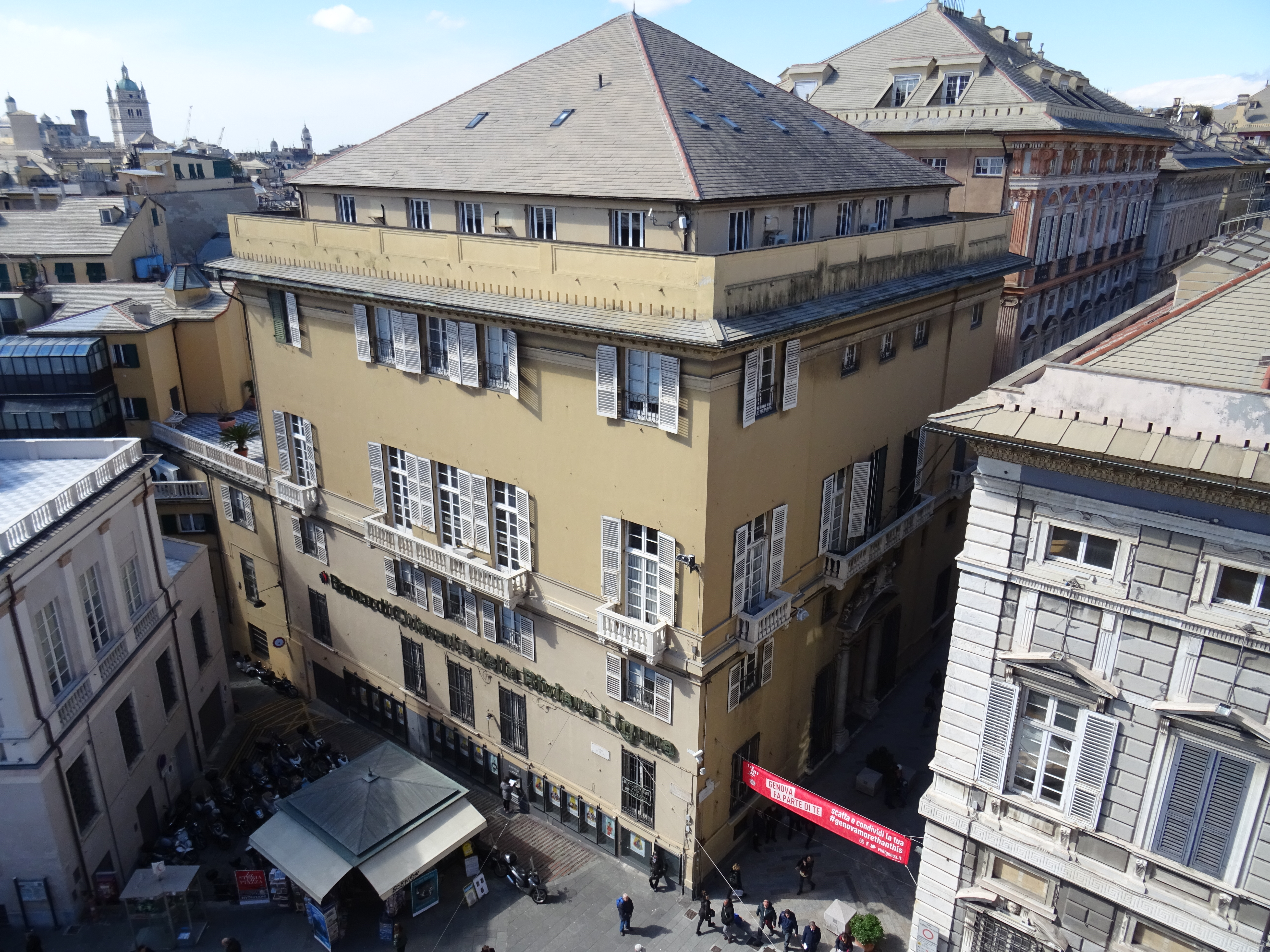
Palazzo Pantaleo Spinola, Genova, via Garibaldi

Nacque nella val d'Intelvi dalla famiglia Spazzi, una famiglia di ingegneri, architetti, scultori e decoratori che a partire dal Medioevo si tramandò da una generazione all'altra conoscenze tecniche unite ad abilità artistiche grazie alle quali vennero chiamati ad operare in tutta l'Italia e l'Europa dell'est.
Bernardo Spazzi, che divenne uno dei più grandi artefici del Cinquecento genovese, appartiene a quella schiera di operatori cinquecenteschi, eredi dei tradizionali capimastro medioevali, che per primi oltre che con il tradizionale appellativo di "magister" vennero definiti anche architetti. La sua presenza a Genova è documentata dal 1547 quando gli fu affidato il restauro di una casa in contrada delle Grazie.
Negli anni successivi fu tra i collaboratori di fiducia di Galeazzo Alessi nel cantiere per la costruzione della basilica di Santa Maria Assunta di Carignano. L'Alessi, giunto a Genova nel 1548, già considerato uno dei grandi maestri dell'architettura, aveva ottenuto importanti incarichi pubblici come il restauro della cattedrale di San Lorenzo e la costruzione della porta del Molo e per conto della famiglia Sauli la costruzione della basilica di Carignano, i cui lavori ebbero inizio nel 1552. L'architetto perugino si trasferì a Milano nel 1556, ma mantenne la direzione dei lavori avvalendosi della collaborazione di un gruppo di "capi d'opera" di alta levatura tecnica composto, oltre che da Bernardo Spazzi, da Bernardino Cantone, Angelo Doggio e Domenico Ponzello , con i quali intrattenne una fitta corrispondenza, oggi conservata nell'archivio storico della basilica.
Bernardo Spazzi negli anni seguenti fu tra gli architetti più richiesti dai ricchi committenti genovesi come artefice di ville e palazzi, in concomitanza con l’avvio del cantiere per la realizzazione di Strada Nuova, dove compare come uno dei protagonisti accanto a Bernardino Cantone e Giovan Battista Castello. Tra i principali committenti furono gli Spinola. Bernardo Spazzi morì a Genova nel 1564, nel pieno della sua attività, lasciando incompiuti diversi edifici, poi portati a compimento da altri illustri architetti di quel periodo.

## Opere

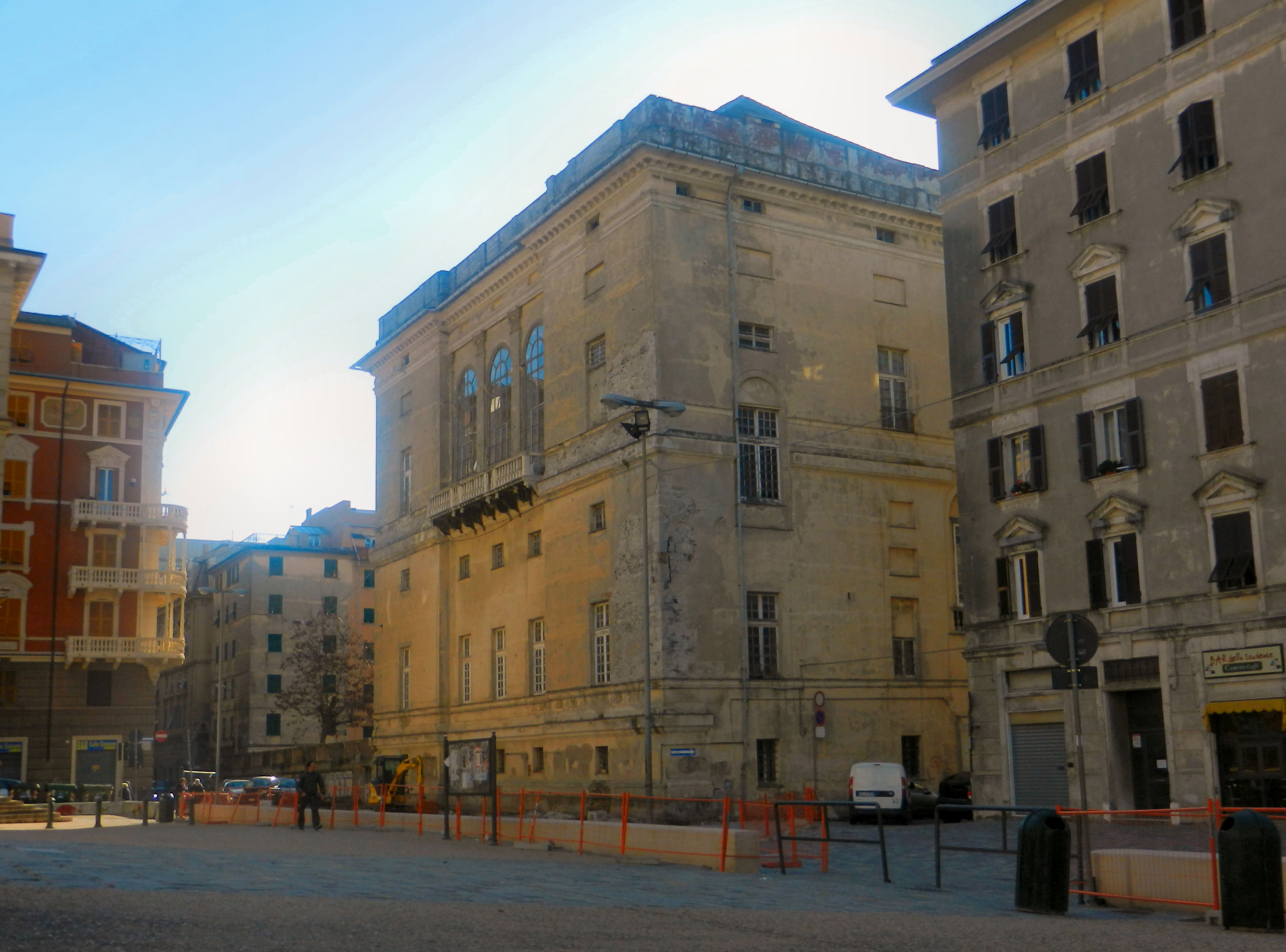
Villa Grimaldi "La Fortezza", Sampierdarena

- Palazzo Pantaleo Spinola, al civ. 2 di Strada Nuova, costruito partire dal 1558, oggi sede del Banco di Chiavari. Bernardo, morto nel 1564, lasciò incompleta la costruzione che venne ultimata da Giovanni Pietro Orsolino.[8]
- Palazzo Domenico Grillo in piazza delle Vigne, in collaborazione con Giovan Battista Castello
- Villa Grimaldi "La Fortezza", a Sampierdarena, costruita per Giovanni Battista Grimaldi, fu iniziata dallo Spazzi e dopo la sua morte portata a compimento da Giovanni Ponzello. Questo edificio insieme con la Villa Imperiale dei fratelli Ponzello e la villa Lercari Sauli dello stesso Spazzi forma il complesso di ville cinquecentesche di Sampierdarena noto come "triade alessiana", perché ispirate allo stile innovativo del grande architetto perugino[4][6][9]
- Villa Lercari Sauli "La Semplicità",  a Sampierdarena, in collaborazione con Bernardino Cantone[9] Sorge accanto alla villa Grimaldi.
- Villa Lomellini, a Genova, nel quartiere collinare di Granarolo, edificata per la famiglia Airolo, passata nel 1665 ai Lomellini e nel 1895 al comune di Genova, che la adibì a sede scolastica.